# メディアテック (石巻市)
メディアテック株式会社は、宮城県石巻市に本社を置き、インターネット関連事業・ソフトウェア開発事業などを行う日本の企業である。

## 沿革
- 1987年（昭和62年）4月 - 東京都世田谷区に「大場システム技研株式会社」設立。
- 1993年（平成5年）6月 - 青森県青森市古川に本社移転。
- 1999年（平成11年）8月 - 『メディアテック株式会社』に社名変更。
- 2001年（平成13年）11月 - 宮城県石巻市に本社移転。
- 2002年（平成14年）7月 - 本社社屋完成

## 活動拠点
- 東京事業所（東京都目黒区青葉台四丁目4-12-902）
- 青森事務所（青森県青森市古川一丁目10-2-105）
- 仙台事務所（宮城県仙台市青葉区宮町４丁目6-33　ビル雅102）